# VX
VX va ser un grup de música heavy metal de València. Estilísticament, evolucionen del Thrash a l'speed metal.
Tot i fundar-se en 2004, el grup no començaria a assajar fins a 2006. El seu primer treball es va publicar de manera autoeditada en 2009. Holocaust Musical va incloure sis cançons, de les quals es va arribar a destacar certa influència del punk. Tant este primer EP com el següent, Contraataque, van ser gravats a Illogic-all Studios de Tavernes Blanques, constant també de sis cançons. Es retiraren el 20 de gener de 2018 en un concert a la Sala Paberse Matao de Sedaví.

## Discografia
- Holocaust Musical (EP Autoeditat, 2009)[2]
- Contraataque (EP, Autoeditat 2010)[2][5]
- Sense Pietat (EP, Dead Center Productions, 2013)[6]
- III GM (Eventhink Metal Records, 2017)[3]